# Ampélographie. Traité général de viticulture
|               |  |                  |
| Pierre Viala. |  | Victor Vermorel. |

L'Ampélographie. Traité général de viticulture, dite aussi Ampélographie Viala et Vermorel, est un ouvrage monumental, en sept volumes, édité entre 1901 et 1910 qui décrit 5 200 cépages et en illustre plus de 500.

## Les auteurs
L'ouvrage a été publié sous la direction Pierre Viala (1859-1936), inspecteur général de viticulture, en collaboration avec Victor Vermorel (1848-1927), industriel, qui en assura le secrétariat général. Ils réunirent autour d'eux quatre-vingt-cinq autres contributeurs, dont A. Bacon, A. Barbier, L. Belle, pour la rédaction et J. B. Drouot, Henri Gillet, Alexis Kreÿder et Jules Troncy, pour les illustrations.

## L'ouvrage

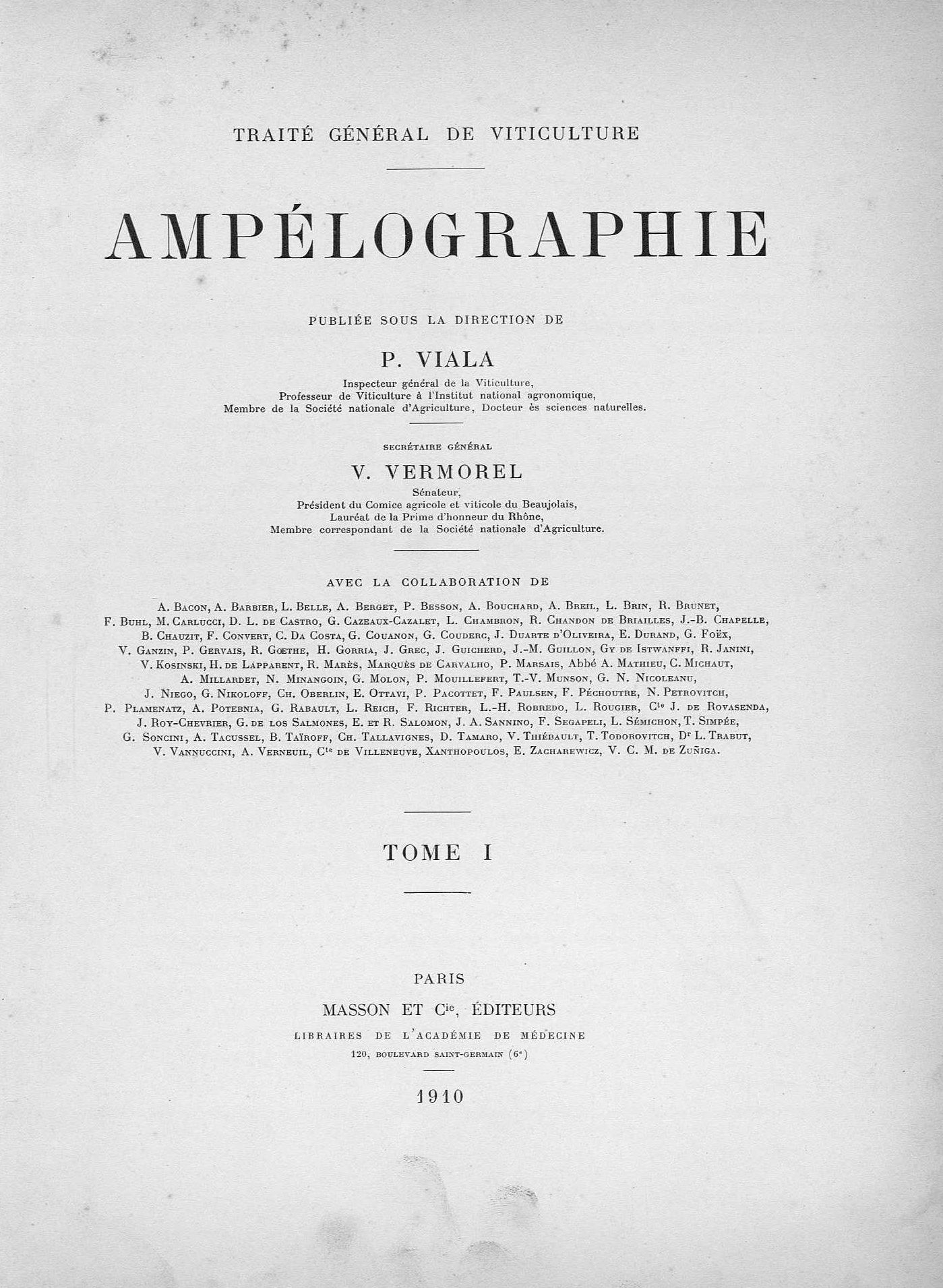

Cette ampélographie compte sept volumes, dont la parution s’est étalée entre 1901 et 1910, l'édition ayant été assurée par Masson et Compagnie, à Paris.
Le volume I traite de l'ampélographie générale et les II à VI de l'ampélographie spécialisée. Le volume VII est un dictionnaire ampélographique.
Les notes bibliographiques et la bibliographie sont regroupées au volume VII. Il existe un index à la fin de chaque volume et index général au VI.
Les sept volumes comptent en tout 3 200 pages comprenant 500 planches en couleur, 70 planches en noir et 840 gravures en noir. Ils décrivent 5 200 cépages et recensent une liste de 24 000 noms.

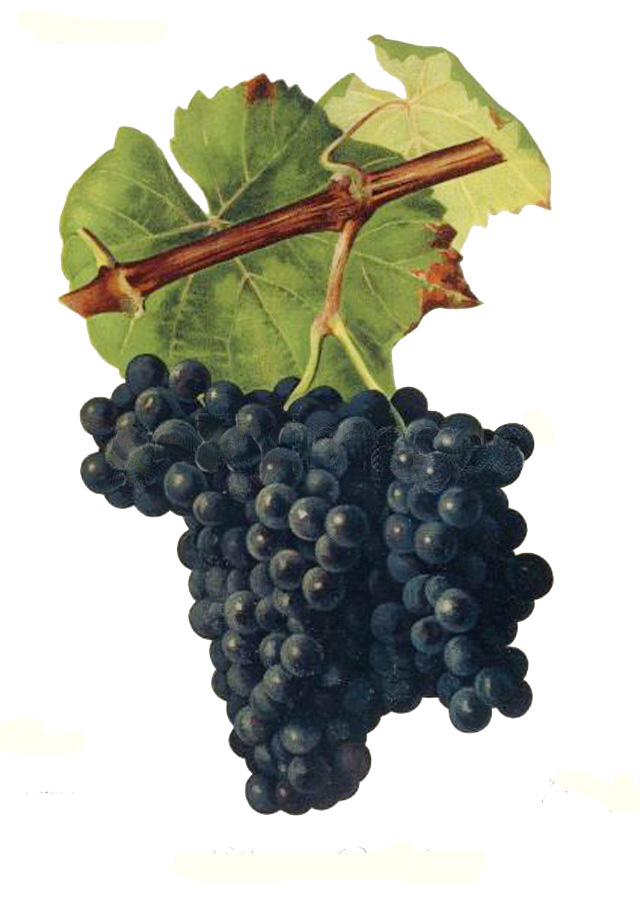
Alicante Bouschet.
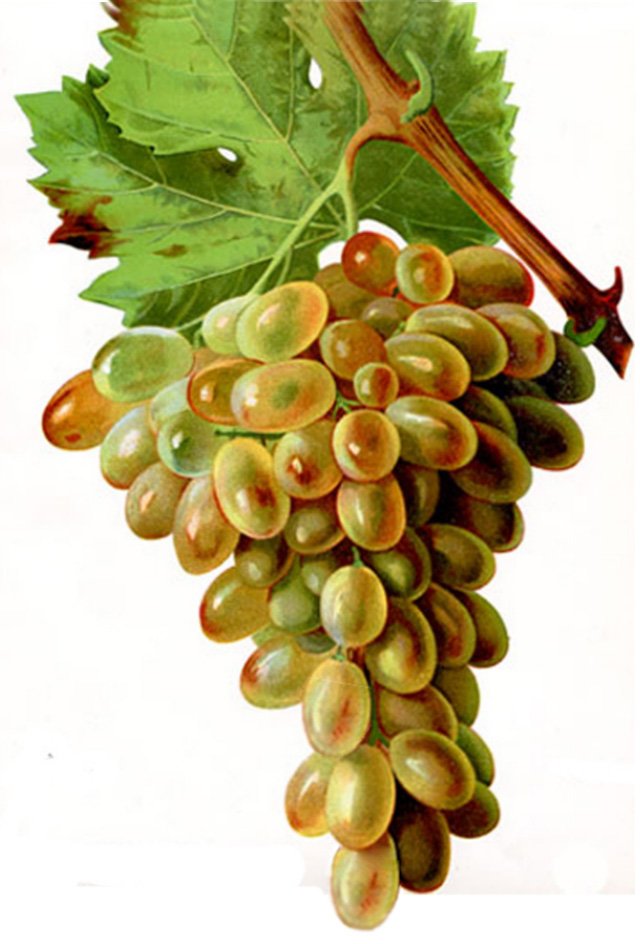
Dattier de Beyrouth.
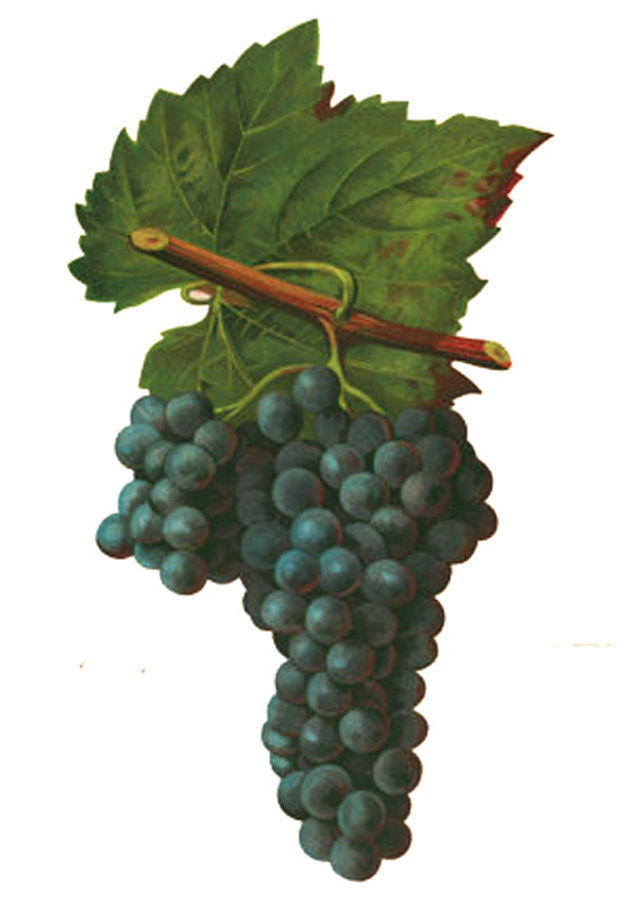
Genouillet.
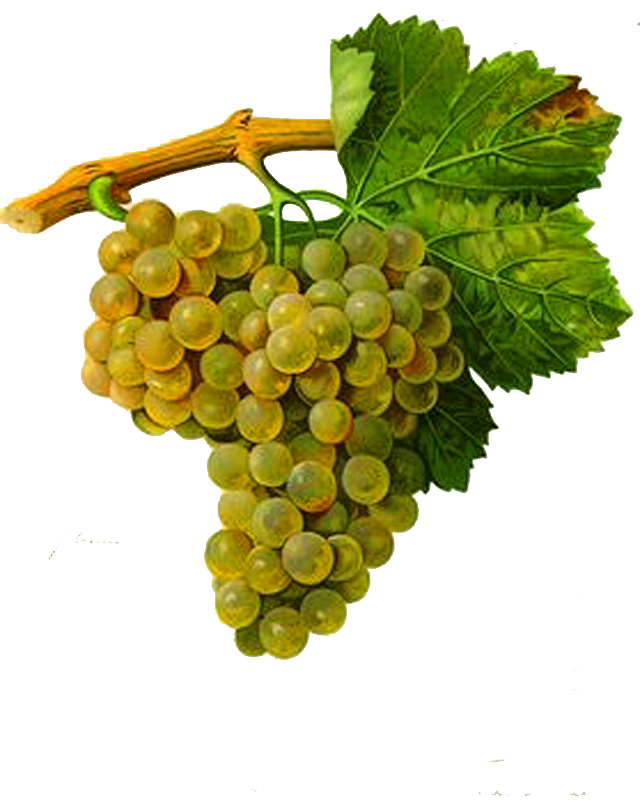
Maccabeo blanc.